# Revolution 2021
Revolution (2021) was een professioneel worstel-pay-per-view (PPV) evenement dat georganiseerd werd door All Elite Wrestling (AEW). Het was de tweede editie van Revolution en vond plaats op 7 maart 2021. Terwijl het grootste deel van het evenement live werd uitgezonden vanuit Daily's Place, was de Street Fight vooraf opgenomen op een onbekenden locatie.

## Matches
| Nr. | Match | Winnaar(s)                          | Opmerkingen | Bron  |
| --- | --- | ----------------------------------- | --- | ----- |
| 1P  | Dr. Britt Baker, D.M.D. & Maki Itoh (met Rebel) vs. Riho & Thunder Rosa                                                                  | Dr. Britt Baker, D.M.D. & Maki Itoh | Tag team match. | [ 3 ] |
| 2   | The Young Bucks (Matt & Nick Jackson) (c) vs. The Inner Circle (Chris Jericho & MJF) (met Wardlow)                                       | The Young Bucks                     | Tag team match voor het AEW World Tag Team Championship. | [ 3 ] |
| 3   | Casino Tag Team Royale. | Rey Fénix                           | Casino Tag Team Royale voor een toekomende AEW World Tag Team Championship match. Fénix (Death Triangle) won door Jungle Boy (Jurassic Express) als laatste te elimineren. | [ 3 ] |
| 4   | Hikaru Shida (c) vs. Ryo Mizunami | Hikaru Shida                        | Een-op-een voor he AEW Women's World Championship. | [ 3 ] |
| 5   | Miro & Kip Sabian (met Penelope Ford) vs. Best Friends (Orange Cassidy & Chuck Taylor)                                                   | Miro & Kip Sabian                   | Tag team match. Miro & Sabian wonnen door submission. | [ 3 ] |
| 6   | "Hangman" Adam Page vs. "Big Money" Matt Hardy                                                                                           | "Hangman" Adam Page                 | Big Money Match. De winnaar ontving de winst van de verliezer over het eerste kwartaal van 2021.                                                                           | [ 3 ] |
| 7   | Scorpio Sky vs. Cody Rhodes (met Arn Anderson) vs. Penta El Zero Miedo vs. Lance Archer (met Jake Roberts) vs. Max Caster vs. Ethan Page | Scorpio Sky                         | Face of the Revolution Ladder Match voor een toekomende AEW TNT Championship match.                                                                                        | [ 3 ] |
| 8   | Darby Allin & Sting vs. Team Taz (Brian Cage & Ricky Starks) (met Hook and Powerhouse Hobbs)                                             | Darby Allin & Sting                 | Street Fight. | [ 3 ] |
| 9   | Kenny Omega (c) (met Don Callis) vs. Jon Moxley                                                                                          | Kenny Omega                         | Exploding Barbed Wire Deathmatch voor het AEW World Championship. | [ 3 ] |